# فيرنر كنودسن
فيرنر كنودسن (بالدنماركية: Werner Knudsen)‏ هو كاتب وعالم حاسوب وملحن دنماركي، ولد في 23 أكتوبر 1953.